# Vertigo Records
Vertigo Records es un sello discográfico operado por la compañía británica Mercury Music Group. 

## Historia
Vertigo Records fue el nombre que la compañía neerlandesa Philips Records escogió en los años 1960 para una de sus filiales discográficas para hacer así frente a los sellos progresivos de EMI, Harvest Records y Decca Records con Deram Records. 

### Comienzos
Algunos de los primeros artistas que contrataron fueron Ian Matthews, Black Sabbath, Mike Absalom, Dr. Z, Catapilla, Cressida, Colosseum, Gentle Giant, Jade Warrior, Nirvana (el grupo británico), Kraftwerk, Ben, Keith Tippett Group, Tudor Lodge, Streetwalkers, Lucifer's Friend y Magna Carta.

### Phonogram
Después de que Philips Records se renombró a Phonogram Records en 1972 y lanzó en Europa álbumes de bandas como Streetwalkers, Status Quo, Flame Dream, Thin Lizzy, Dire Straits y Tears for Fears.

### Años 2010
Vertigo Records es parte de Universal Music Group, concretamente una división de Mercury Music Group. Distribuye a la banda Metallica (fuera de Norteamérica), Razorlight, y Dire Straits (salvo en los Estados Unidos). Algunas de sus últimas incorporaciones son The Rapture, The Killers, One Night Only, Amy Macdonald, Noisettes y Thee Unstrung 2004-2005 y Kassidy en 2009.